# Your Woman
«Your Woman» es una canción de la banda británica White Town. Fue lanzado el 13 de enero de 1997 como el primer sencillo del álbum, Women in Technology. Cuenta con una línea de trompeta con sordina tomado de "My Woman" de Al Bowlly y alcanzó el puesto número uno en la lista UK Singles Chart También encabezó las listas en España, y alcanzó el puesto número dos en Australia, el número cuatro en Canadá, Dinamarca y Finlandia, y el número 23 en los Estados Unidos.

## Video musical
El video musical fue producido en blanco y negro al estilo del cine mudo. La mayor parte de las escenas exteriores fueron filmados en Derby.
En el video hay numerosos elementos de actuación, cinematografía y edición que sugieren un estilo de película antigua. Los gestos exagerados, impotentes y temerosos de la mujer de sombrero y los de su irascible  amante insinúan el estilo de actuación de 1920 películas expresionistas. Las metáforas ostensibles, tales como el uso de la hipnosis en la mujer por parte del hombre o las visiones recurrentes de señales cruzadas con nombres de actitudes relacionadas con relaciones románticas, recuerdan los esfuerzos de las décadas de 1920 y 1930 para expresar el subjetivismo en el cine. El uso de máscaras circulares, como para enfatizar los puntos focales o para una simple mirada elegante, también pertenece a ese periodo. En el punto donde la mujer entra por primera vez en la habitación del hombre y en la escena final de la cuerda, los recortes de los cinematográficos usan de una manera similar a la de las películas experimentales mudas. Mishra se puede ver por breves momentos en las pantallas de televisión en el fondo.
También hay una escena en la que la mujer cierra la puerta en el brazo del hombre, mientras trata de escapar de sus avances. Esto es una referencia directa a una escena muy similar de Salvador Dalí y Luis Buñuel de la película de 1928 surrealista Un perro andaluz.

## Posicionamiento en listas
| Listas (1997)                                     | Mejor posición |
| ------------------------------------------------- | -------------- |
| Australia (ARIA)                                  | 2              |
| Austria (Ö3 Austria Top 40)                       | 23             |
| Bélgica (Flandes) (Ultratop 50)                   | 20             |
| Bélgica (Valonia) (Ultratop 50)                   | 7              |
| Canadá Alternative 30 (RPM)                       | 2              |
| Canadá Dance (RPM)                                | 5              |
| Canadá Top Singles (RPM)                          | 4              |
| Dinamarca (IFPI)                                  | 4              |
| Finlandia (OFC)                                   | 4              |
| Francia (SNEP)                                    | 5              |
| Alemania (Offizielle Deutsche Charts)             | 24             |
| Irlanda (IRMA)                                    | 5              |
| Italia (FIMI)                                     | 3              |
| Países Bajos (Dutch Top 40)                       | 21             |
| Nueva Zelanda (Recorded Music NZ)                 | 5              |
| Noruega (VG-lista)                                | 5              |
| España (AFYVE)                                    | 1              |
| Suecia (Sverigetopplistan)                        | 10             |
| Suiza (Schweizer Hitparade)                       | 19             |
| Reino Unido (UK Singles Chart)                    | 1              |
| Estados Unidos Billboard Hot 100                  | 23             |
| Estados Unidos Billboard Hot Dance Club Play      | 26             |
| Estados Unidos. Billboard Hot Modern Rock Tracks  | 5              |
| Estados Unidos. Billboard Hot Adult Top 40 Tracks | 16             |
| Estados Unidos Billboard Top 40 Mainstream        | 5              |

### Posición fin de año
| Listas de fin de año (1997)      | Posición |
| -------------------------------- | -------- |
| Canadá RPM Singles Chart         | 22       |
| Canadá RPM Alternative 30        | 19       |
| Estados Unidos Billboard Hot 100 | 65       |

## Versión de Tyler James
El cantante y compositor británico Tyler James lanzó un cover de la canción como el tercer y último sencillo de su álbum debut de estudio The Unlikely Lad (2005). Fue lanzado como descarga digital en el Reino Unido el 22 de agosto de 2005. Llegó al número 60 en la lista UK Singles Chart.

### Lista de canciones
Descarga digital

| N.º | Título       | Duración |  |
| 1.  | «Your Woman» | 3:45     |  |
| 2.  | «Temptation» | 3:15     |  |

### Posicionamiento en listas
| Listas (2005)                  | Mejor posición |
| ------------------------------ | -------------- |
| Reino Unido (UK Singles Chart) | 60             |

### Historial de lanzamientos
| País        | Fecha                | Formato          | Discográfica   |
| ----------- | -------------------- | ---------------- | -------------- |
| Reino Unido | 22 de agosto de 2005 | Descarga digital | Island Records |
| Reino Unido | 22 de agosto de 2005 | CD               | Island Records |

## Otros covers
- Dúo producción Dolby Anol cover de la canción.
- Wiley con Emeli Sandé, sample de la canción de "Never Be Your Woman" en 2010
- Cats on Fire, una banda finlandesa, versionado la canción en su álbum de 2010 Dealing in Antiques.[28]
- La cantautora de Nueva Zelanda Princess Chelsea (nombre real Chelsea Nikkel) cover de la canción en 2009.